# 장현성
장현성(1970년 7월 17일 ~ )은 대한민국의 배우이다.

## 학력
- 은혜국민학교 졸업
- 불광중학교 졸업
- 선정고등학교 졸업
- 서울예술전문대학 연극과 전문학사

## 출연작

### 드라마
- 2003년 KBS2 수목드라마 《로즈마리》- 우지섭 역
- 2003년 KBS2 단막극 《드라마시티 - 칼 끝에 핀 꽃》 - 매엽 역
- 2003년 KBS2 주말연속극 《애정의 조건》 - 금파의 초등동창 명수 역
- 2004년 KBS2 주말연속극 《부모님전상서》 - 안지환 역
- 2005년 KBS1 단막극 《HD TV문학관 - 내가 살았던 집》 - 조병운 역
- 2005년 KBS2 단막극 《드라마시티 - 장국영이 죽었다고?》 - 경민 역
- 2006년 KBS2 수목드라마 《위대한 유산》 - 장만호 역
- 2006년 MBC 단막극 《MBC 베스트극장 - 눈물의 기원》 - 편집장 김석 역
- 2006년 SBS 금요드라마 《마이 러브》 - 임대평 역
- 2007년 MBC 특별기획 주말드라마 《하얀거탑》 - 변호사 조명준 역
- 2007년 KBS2 단막극 《드라마시티 - 틈》 - 김철수 역
- 2007년 KBS2 월화드라마 《한성별곡-正》 - 이재한 역
- 2007년 KBS2 주말연속극 《며느리 전성시대》 - 고준명 역
- 2007년 KBS1 단막극 《HD TV문학관 - 사람의 아들》 - 민요섭 역
- 2007년 MBC 미니시리즈 《뉴하트》 - 김태준 역
- 2007년 tvN 미니시리즈 《위대한 캣츠비》 - 불독 역
- 2008년 SBS 금요드라마 《신의 저울》 - 정수영 역
- 2008년~2009년 SBS 주말극장 《유리의 성》 - 김규성 역
- 2009년 KBS2 아침드라마 《장화홍련》 - 강태윤 역
- 2010년 SBS 대기획 《제중원》 - 민영익 역
- 2010년 KBS2 납량기획 월화드라마 《구미호: 여우누이뎐》 - 윤두수 역
- 2010년~2011년 SBS 일일드라마 《호박꽃 순정》 - 현묵 역
- 2010년 KBS2 3부작드라마 《KBS 드라마 스페셜 연작 시리즈 - 락락락》 - 프로듀서 백강기 역
- 2011년 SBS 드라마스페셜 《싸인》 - 장만석 역
- 2011년 OCN 미니시리즈 《뱀파이어 검사》 - 장철오 역
- 2011년 KBS2 4부작드라마 《KBS 드라마 스페셜 연작 시리즈 - 아들을 위하여》 - 태수 역
- 2012년 SBS 월화드라마 《샐러리맨 초한지》 - 최항량 역
- 2012년 JTBC 수목미니시리즈 《아내의 자격》 - 한상진 역
- 2012년 KBS2 월화드라마 《빅》 - 강혁수 역
- 2012년 SBS 드라마스페셜 《유령》 - 전재욱 역
- 2012년 SBS 특별기획《다섯 손가락》 - 최승재 역
- 2012년 SBS 월화드라마 《드라마의 제왕》 - 와타나베 겐지 역(특별출연)
- 2013년 JTBC 미니시리즈 《세계의 끝》 - 윤규진 역
- 2013년 SBS 특별기획 《결혼의 여신》 - 노승수 역
- 2013년 tvN 월화드라마 《후아유》 - 박형진 역(특별출연)
- 2014년 SBS 드라마스페셜 《쓰리 데이즈》 - 함봉수 역
- 2014년 JTBC 월화드라마 《밀회》 - 김인겸 역
- 2014년 SBS 월화드라마 《비밀의 문: 의궤 살인 사건》 - 홍계희 역
- 2014년 SBS 월화드라마 《펀치》 - 장민석 역
- 2014년 SBS 월화드라마 《풍문으로 들었소》 - 서형식 역
- 2014년 KBS2 수목드라마 《어셈블리》 - 백도현 역
- 2014년  OCN 일요드라마 《귀신 보는 형사 처용 2》 - 점쟁이 역
- 2015년 tvN 금토드라마 《시그널》 - 김범주 역
- 2015년 SBS 특별기획 《미세스 캅 2》 - 박우진 역
- 2015년 tvN 금토드라마 《디어 마이 프렌즈》 - 이일우 역(특별출연)
- 2015년 SBS 월화드라마 《닥터스》 - 김태호 역
- 2015년 MBC 월화드라마 《캐리어를 끄는 여자》 - 이동수 역
- 2016년 KBS2 수목드라마 《7일의 왕비》 - 신수근 역
- 2016년 SBS 월화드라마 《사랑의 온도》 - 취객 역(특별출연)
- 2016년 SBS 드라마스페셜 《당신이 잠든 사이에》- 정일승 역(특별출연)
- 2017년 SBS 월화드라마 《의문의 일승》 - 강철기 역
- 2017년 JTBC 금토드라마 《맨투맨》 - 장태호 차장 역
- 2017년 tvN 토일드라마  《라이브》 - 은경모 경감 역
- 2017년 SBS 월화드라마 《여우각시별》 - 권희승 역
- 2017년 채널A 미니시리즈 《열두밤》 - 백만 역
- 2017년 SBS 월화드라마 《사의 찬미》 - 이용문 역
- 2017년 KBS2 월화드라마 《땐뽀걸즈》 - 권동석 역
- 2018년  OCN 수목드라마  《빙의》- 유반장 진료하는 의사 역(특별출연)
- 2018년 KBS2 수목드라마  《닥터 프리즈너》- 정의식 역
- 2018년 KBS2 수목드라마  《단, 하나의 사랑》- 조 비서 역(특별출연)
- 2018년 OCN 수목드라마  《달리는 조사관》- 김현식 역
- 2018년 SBS 월화드라마 《VIP》- 장진철 역
- 2019년  OCN 주말드라마 《본 대로 말하라》- 최형필 역
- 2019년 JTBC 월화드라마 《야식남녀》 - 강인식 역(특별출연)
- 2020년 SBS 금토드라마 《앨리스》- 장동식 역
- 2021년 SBS 월화드라마 《홍천기》 - 한건 역
- 2021년 tvN 수목드라마  《멜랑꼴리아》 - 성민준 역
- 2021년 JTBC 월화드라마 《한 사람만》- 표강선 역
- 2022년 tvN 월화드라마  《조선 정신과 의사 유세풍》 - 유후명 역(특별출연)
- 2022년 tvN 토일드라마 《슈룹》- 윤수광 역
- 2023년 JTBC 토일드라마《대행사》- 유정석 역
- 2023년 SBS 금토드라마 《소방서 옆 경찰서 그리고 국과수》 - 장성재 역(특별출연)
- 2024년 SBS 금토드라마 《재벌X형사》 - 진명철 역
- 2025년 JTBC 토일드라마 《협상의 기술》 - 하태수 역

### 영화
- 1997년 《백수스토리》 - 준원 역
- 1999년 《쉬리》 - 특별조사반 역
- 2000년 《실제상황》 - 꽃배달 남 역
- 2001년 《베사메무쵸》 - 박 대리 역
- 2001년 《나비》 - K 역
- 2002년 《서바이벌 게임》
- 2002년 《라이터를 켜라》 - 광필 역
- 2003년 《비디오를 보는 남자》 - 비디오 남자 역
- 2003년 《불어라 봄바람》 - 심 작가 역
- 2004년 《꽃피는 봄이 오면》 - 경수 역
- 2004년 《1.3.6》
- 2004년 《거미숲》 - 최성현 역
- 2004년 《귀신이 산다》 - 기태 역
- 2005년 《나는 나를 파괴할 권리가 있다》 - 비디오 아티스트 상현 역
- 2005년 《깃》 - 현성 역
- 2005년 《강력3반》 - 배낭 맨 사내 역(특별출연)
- 2005년 《오로라 공주》 - 변호사 김우택 역
- 2005년 《연애》 - 민수 역
- 2006년 《마법사들》 - 명수 역
- 2006년 《우리들의 행복한 시간》 - 유찬 역
- 2006년 《로망스》 - 박 형사 역
- 2007년 《최강 로맨스》 - 김치곤 역(우정출연)
- 2007년 《죽어도 해피엔딩》 - 고참 백 형사 역
- 2008년 《나의 친구, 그의 아내》 - 예준 역
- 2009년 《시간의 춤》편- 편지 읽는 남자(목소리) 역
- 2011년 《진통제》 - 목소리 역
- 2011년 《오직 그대만》 - 원안 역
- 2013년 《화이: 괴물을 삼킨 아이》 - 진성 역
- 2015년 《쎄시봉》 - 이장희 역
- 2015년 《사랑이 이긴다》 - 상현 역
- 2015년 《성난 변호사》 - 문지훈 역
- 2016년 《커튼콜》 - 강민기 역
- 2017년 《강철비》 - 정세영 역
- 2018년 《펭귄 - 위대한 모험 2》 - 내레이터
- 2020년 《검객》 - 광해 역
- 2022년 《나를 죽여줘》 - 장민석 역
- 2023년 《길복순》 - 복순 부 역(우정출연)
- 2023년 《리바운드》 - 용산고 코치 역(특별출연)
- 2023년 《싱글 인 서울》 - 진표 역
- 2024년 《더 킬러스》 - 현상 역

### CF
- 대우통신 - 솔로 (1995년)
- KT - 올레 굿초이스 스펀지플랜 (2014년)
- 대상주식회사 청정원 (2014년)
- KT GiGA - 올레 기가 UHD TV (2014년) - 장인어른 배우 양택조와 뉴질랜드 마오리족 하카댄스단과 함께 출연
- 현대자동차 아반떼 (2019년)
- 진실·화해를위한과거사정리위원회 - 과거의 피해를 알려주세요 (2021년 ~)

### 텔레비전 프로그램
- 2013년 9월 19일 ~ 2014년 6월 29일 KBS2 《해피선데이-슈퍼맨이 돌아왔다》 - 스케줄 사정 및 아이들 학업 전념으로 하차
- 2015년 4월 15일 ~ 4월 22일 KBS2 《공소시효》
- 2016년 JTBC 《김제동의 톡투유 - 걱정 말아요! 그대》
- 2016년 SBS 《정글의 법칙 in 파푸아 뉴기니》
- 2017년 SBS 《나를 향한 빅퀘스천 3부》 (왜 부부로 사는가?)
- 2020년 TV조선 《식객 허영만의 백반기행》
- 2020년 tvN 《신박한 정리》 - 게스트
- 2021년 SBS 꼬리에 꼬리를 무는 그날 이야기 - 정규 편성 첫 MC
- 2021년,2023년 MBC 황금어장 라디오스타 -게스트
- 2022년 JTBC 뜨거운 씽어즈
- 김장장TV 등
- 2024년 tvN 《유 퀴즈 온 더 블럭》 - 게스트

### 라디오 프로그램
- 2016년 EBS FM 《EBS 책 읽는 라디오 낭독 시리즈》

### TV 출연
- 2012년 5월 14일 YTN 《뉴스N이슈 - 이슈&피플》

## 홍보대사
- 2010년 2010장애인문화예술국민대축제 홍보대사
- 2014년 파주시 교하도서관 홍보대사
- 2016년  서울특별시 홍보대사
- 2018년  굿네이버스 홍보대사
- 2021년  진실·화해를위한과거사정리위원회 홍보대사

## 수상 및 후보
| 연도 | 시상식                     | 부문                             | 작품                                                              | 결과 |
| ---- | -------------------------- | -------------------------------- | ----------------------------------------------------------------- | ---- |
| 2005 | KBS 연기대상               | 남자 특집단막극상                | KBS 드라마시티 - 장국영이 죽었다고?, HD TV문학관 - 내가 살았던 집 | 수상 |
| 2007 | KBS 연기대상               | 주간극부문 남자 우수연기상       | 며느리 전성시대                                                   | 수상 |
| 2008 | SBS 연기대상               | 연속극부문 남자 조연상           | 유리의 성                                                         | 후보 |
| 2009 | KBS 연기대상               | 일일극부문 남자 우수연기상       | 장화홍련                                                          | 후보 |
| 2010 | KBS 연기대상               | 미니시리즈부문 남자 우수연기상   | 구미호: 여우누이뎐                                                | 후보 |
| 2012 | SBS 연기대상               | 드라마스페셜부문 남자 특별연기상 | 유령                                                              | 후보 |
| 2013 | SBS 연기대상               | 장편드라마부문 남자 특별연기상   | 결혼의 여신                                                       | 수상 |
| 2014 | SBS 연기대상               | 미니시리즈부문 남자 특별연기상   | 쓰리 데이즈                                                       | 후보 |
| 2015 | SBS 연기대상               | 중편드라마부문 남자 특별연기상   | 풍문으로 들었소                                                   | 수상 |
| 2015 | KBS 연기대상               | 남자 조연상                      | 어셈블리                                                          | 후보 |
| 2016 | 제9회 코리아 드라마 어워즈 | 남자 최우수연기상                | 닥터스                                                            | 수상 |
| 2016 | MBC 연기대상               | 특별기획부문 남자 황금연기상     | 캐리어를 끄는 여자                                                | 후보 |
| 2016 | SBS 연기대상               | 장르드라마부문 남자 특별연기상   | 미세스 캅 2, 닥터스                                               | 후보 |
| 2019 | KBS 연기대상               | 미니시리즈부문 남자 조연상       | 닥터 프리즈너                                                     | 후보 |
| 2019 | KBS 연기대상               | 베스트 커플상 (with 김정난)      | 닥터 프리즈너                                                     | 수상 |

## 가족 관계
(어머니, 1남 2녀 중 셋째)
- 배우자: 양희정(1971년~)
  - 장남: 장준우(2003년)
  - 차남: 장준서(2007년)
- 장인: 양택조
- 장모: 이운선
- 처남: 양형석